# Rtyně nad Bílinou
Rtyně nad Bílinou é uma comuna checa localizada na região de Ústí nad Labem, distrito de Teplice.